# Camponotus dicksoni
Camponotus dicksoni är en myrart som beskrevs av Arnold 1948. Camponotus dicksoni ingår i släktet hästmyror, och familjen myror. Inga underarter finns listade.